# 電

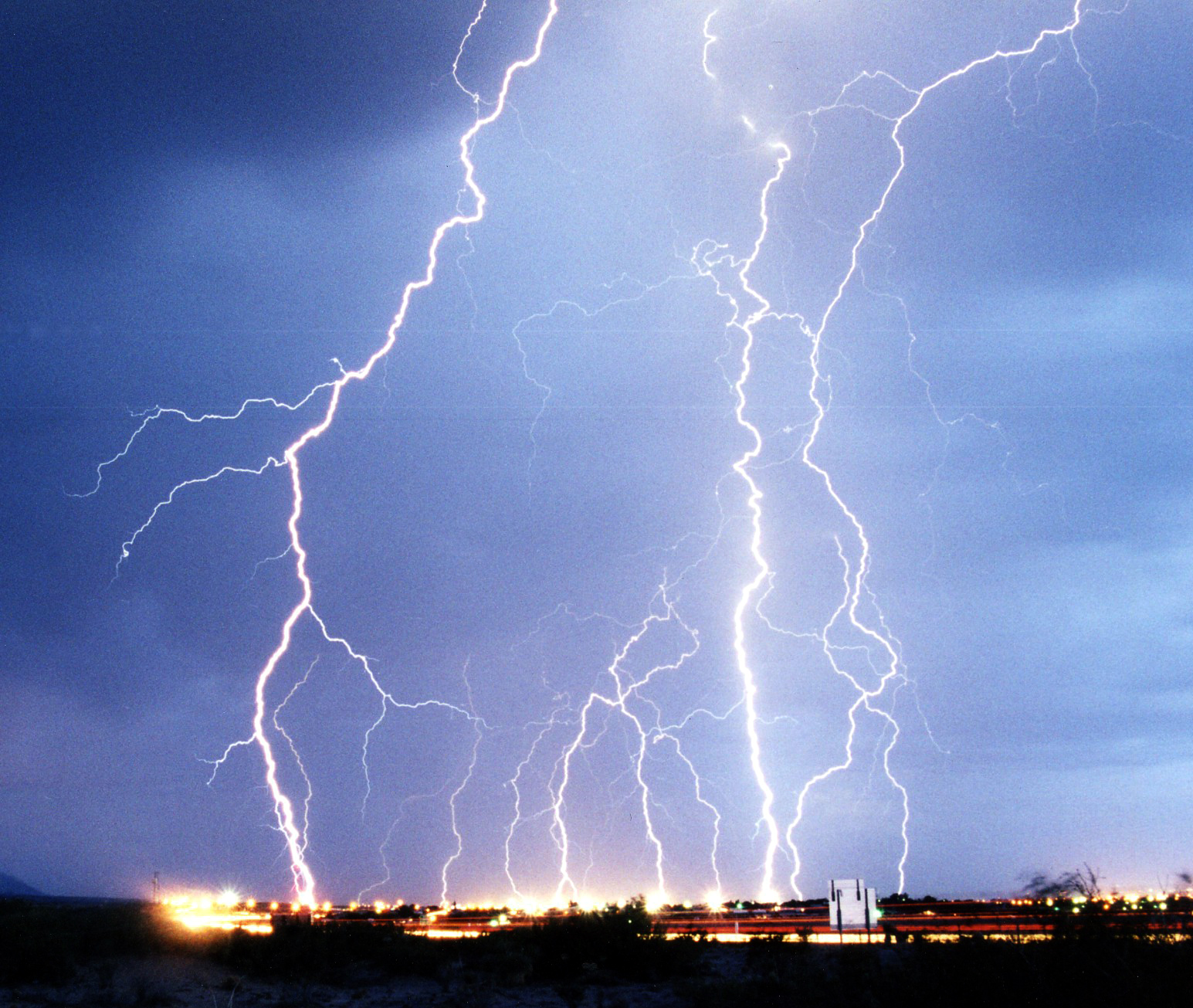
自然界的閃電是電的一種現象。

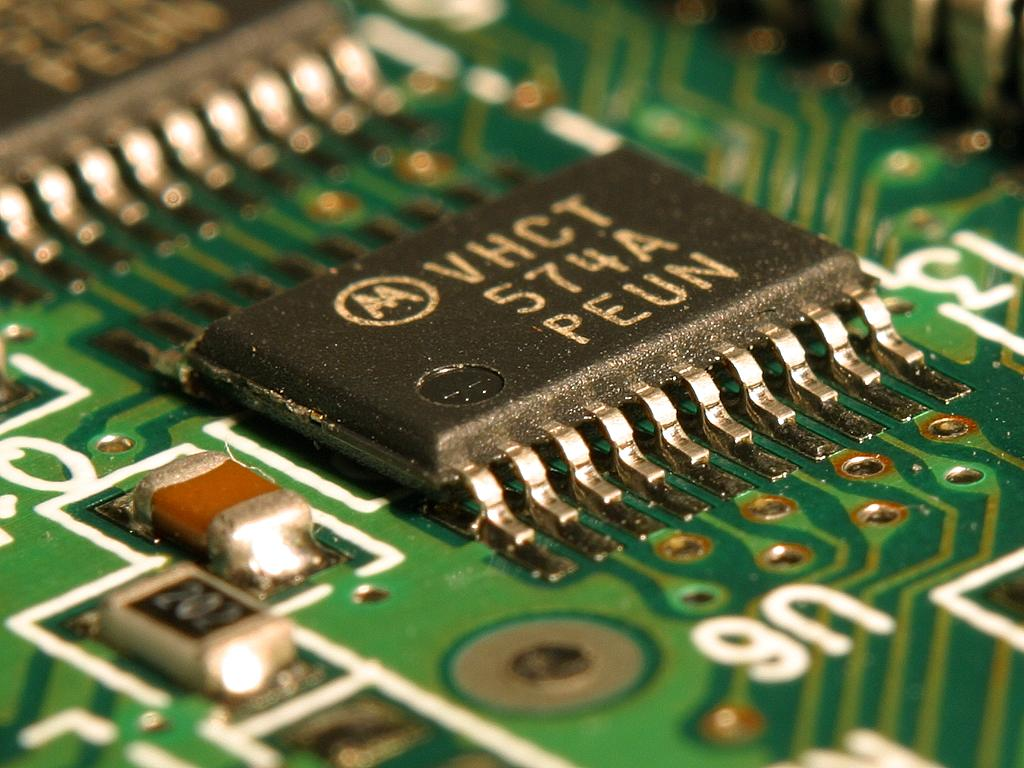
集成电路是电的一种应用。

電是靜止或移動的電荷（带电粒子）所產生的物理現象，具有能量，是自然界四种基本相互作用之一。在大自然裡，電的機制給出了很多眾所熟知的效應，例如閃電、摩擦起電、靜電感應，其他还有放电、电热等电现象。
很久以前，就有許多術士就对此进行过研究，但結果乏善可陳。从18世紀开始，电学取得了重要的發展和突破，如：電荷守恆定律（1752）、庫侖定律（1785）、伏打電池（1800）、安培定律（1826）、歐姆定律（1827）、电磁感应（1831）、基爾霍夫電路定律（1845）、戴维南定理（1883）、無線電波（1888）、电子的发现（1897）等。19世紀末以来，電機工程學的快速發展帶給了工業和社會巨大的改變，真空三極管的发明推動電子時代急速向前推進。二十世纪中叶，半導體科技的崛起，出现了晶体管和積體電路。
電作為能源的一種供給方式，有許多優點。這意味著電的用途幾乎是無可限量。例如，交通、取暖、照明、電訊、計算等等，都必須以電為主要能源。家用电器改变了人们的生活方式。進入二十一世紀，現代工業社會的骨幹仍是電能。但是，电在给人们带来方便的同时，也存在着触电危险，所以一定要掌握安全常识、遵循相关法规，安全用电。

## 歷史

### 古代發現

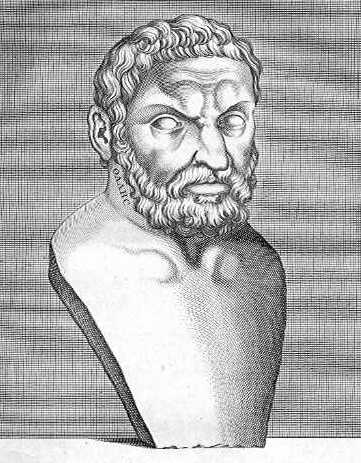
泰勒斯是人們所知最早研究電現象的科學家。

早在對於電有任何具體認知之前，人們就已經知道發電魚會發射電擊。根據西元前2750年撰寫的古埃及書籍，這些魚被稱為「尼羅河的雷使者」，是所有其它魚的保護者。大約兩千五百年之後，根據紀錄，希臘、羅馬、後來的阿拉伯，在這些地方的自然學者、醫生等等，對於電鯰和地中海的電鰩所散發出的強烈電擊仍舊感到極為困惑。古代羅馬醫生斯克力邦尼·拉格斯（Scribonius Largus）在著作《醫學精選》（Compositiones Medicae）裏建議，患有像痛風或頭疼一類病痛的病人去觸摸電鰩，或許強勁的電擊會治愈他們的疾病:182-185:6。
阿拉伯人可能是最先了解閃電本質的族群。他們也可能比其它族群都先找出電的其它來源。早於15世紀以前，阿拉伯人就創建了「閃電」的阿拉伯字 「raad」，並將這字用來稱呼電鰩:171。
在地中海區域的古老文化裏，很早就有文字記載，將琥珀棒與貓毛摩擦後，會吸引羽毛一類的物質。公元前600年左右，希臘的哲學家泰勒斯做了一系列關於靜電的觀察，從這些觀察中，他推論摩擦會使琥珀變得磁性化。這與像磁鐵礦一類礦石的性質大不相同；磁鐵礦天然地具有磁性:50。泰勒斯的見解並不正確；但後來，科學會證實磁與電之間的密切關係。

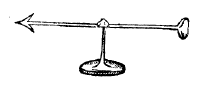
吉爾伯特製成的靜電驗電器是一種可以探測靜電電荷的驗電器。當帶電物體接近金屬指針的尖端時，因為靜電感應，異性電荷會移動至指針的尖端，指針與帶電物體會互相吸引，從而使得指針轉向帶電物體。

幾千年來，電只不過是學者們好奇的智慧玩意兒，直到1600年，由於威廉·吉爾伯特的嚴謹治學態度，才開始對於電與磁的現象出現系統性研究。吉爾伯特是英國女王伊莉莎白一世的皇家醫生，他對於電和磁特別有興趣，撰寫了第一本闡述電和磁的科學著作《論磁石》。這是一本具有現代科學精神的書籍，著重於從實驗結果論述。吉爾伯特指出，琥珀不是唯一可以經過摩擦產生靜電的物質，鑽石、藍寶石、玻璃等等，也都可以演示出同樣的電學性質，在這裡，他成功地擊破了琥珀的吸引力是其內秉性質這持續了2000年的錯誤觀念。吉爾伯特製成的靜電驗電器可以敏銳的探測靜電電荷。在之後的一個世紀，這是最優良的探測靜電電荷的儀器:7-11。先前，意大利數學家和醫生吉羅拉莫·卡爾達諾列出一些電現象與磁現象的不同之處。從卡爾達諾的結果，吉爾伯特得到很多啟發，他提出更多分歧之處：帶電物質會吸引所有其它物質，而磁石只會吸引鐵器；琥珀需要磨擦才能產生電性，而磁石不需要任何動作；磁石會將物體按照某定向排列，而帶電物質則只會吸引其它物質。:29-30:11-12。吉爾伯特創建了新拉丁術語「electrica」（類似琥珀，從「ήλεκτρον」，「elektron」，希臘文的「琥珀」），意思為像琥珀的吸引方式一般的那些物質:302。由於他在電學的眾多貢獻，吉爾伯特被後人尊稱為「電學之父」:172。後來，從「electricus」又衍生了英文字「electric」和「electricity」，這兩個英文字最先出現於托马斯·布朗的1646年著作《世俗謬論》（Pseudodoxia Epidemica，英文書名《Vulgar Errors》）。之後，科學家奧托·馮·格里克、羅伯特·波義耳、史蒂芬·葛雷（Stephen Gray） 、查理·杜費（Charles du Fay） 等等，都做了更進一步的研究。

### 十八世紀

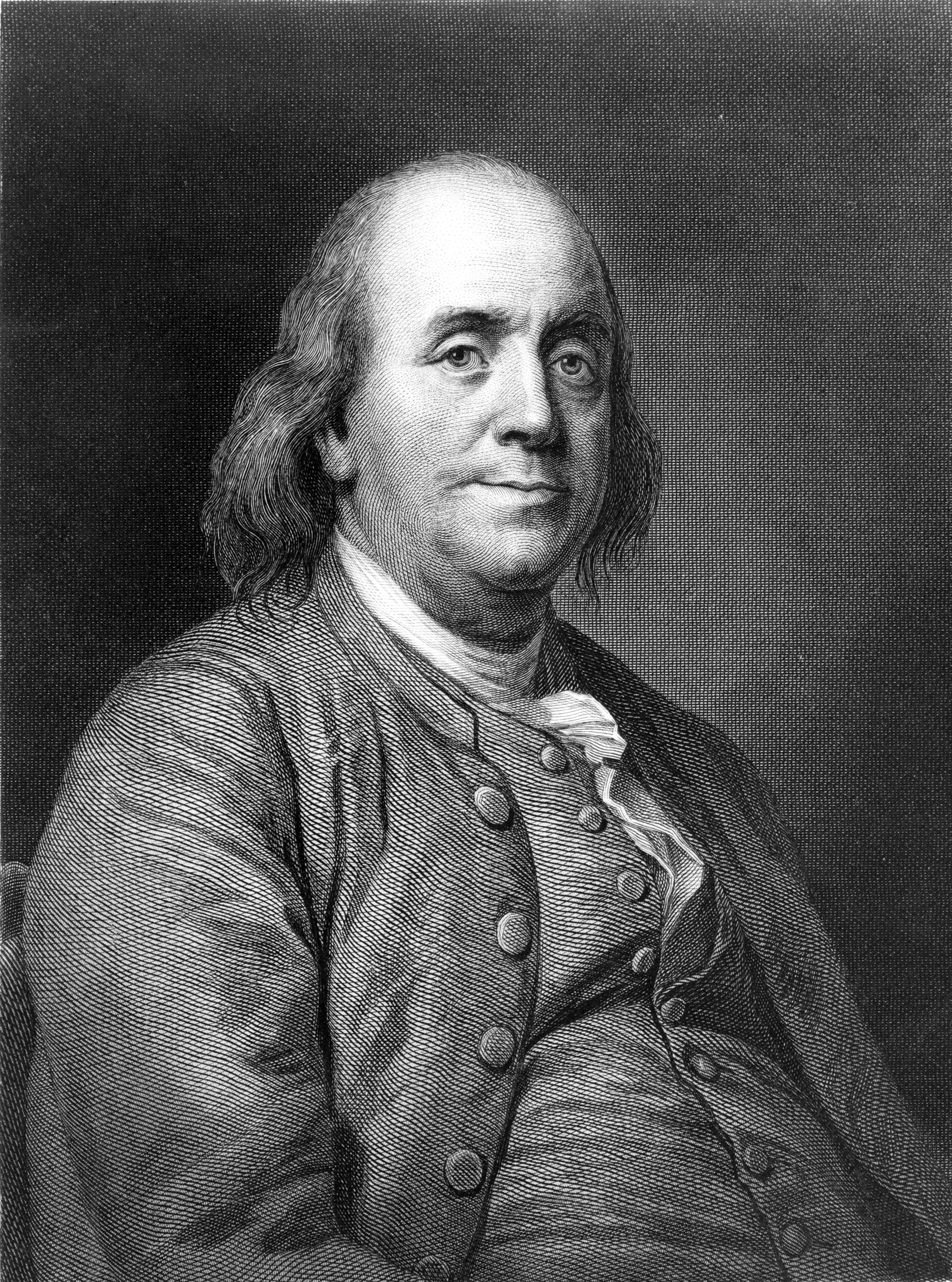
生於十八世紀初，富蘭克林對於電的研究貢獻良多。

1752年6月，自學有成的班傑明·富蘭克林做了一個古今聞名的風箏實驗；他與兒子在雷雨中放風箏，將空中的閃電吸引過來，在風箏線另一端綑綁的一隻金屬鑰匙與富蘭克林的手之間，產生一系列的電花，他同時感受到麻電的滋味，這證實了閃電是電的一種現象:92-94。富蘭克林又做實驗發現了電荷守恆定律，即在任何孤立系統裏，總電量不變:44。
1767年，約瑟夫·普利斯特里做實驗時發現，在帶電金屬容器的內部，電作用力為零。從這實驗結果，他準確猜測，帶電物體作用於彼此之間的吸引力與萬有引力都遵守同樣的定律。1785年，查尔斯·库仑用扭秤（torsion balance）做實驗證實了普利斯特里的猜測，兩個帶電物體施加於彼此之間的作用力與距離成平方反比。他奠定了靜電的基本定律，即庫侖定律。於此，電的研究已提升成為一種精密科學:50-51, 56。
1791年，路易吉·伽伐尼發現，假設將青蛙與靜電發電機連結成閉合電路，然後開啟靜電發電機，則青蛙肌肉會顫動。這實驗演示出，神經細胞倚賴電的媒介將信號傳達到肌肉。他因此創建了生物電學術領域。1800年，亞歷山卓·伏打伯爵將銅片和鋅片浸於食鹽水中，並接上導線，製成了第一個電池：伏打電池，堪稱是現代電池的元祖。伏打電池給予科學家一種比靜電發電機更穩定的電源，能夠連續不斷的供給電流:331-333:67-75。

### 十九世紀

詹姆斯·馬克士威

1820年，漢斯·奧斯特在課堂做實驗時意外發現，電流能夠偏轉指南針的方向，演示出電流周圍會生成磁場，即電流的磁效應。稍後，安德烈-瑪麗·安培對於這現象做定量描述，給出安培力定律與安培定律。他們兩個人的研究成果成功地將電與磁現象連結在一起，共稱為「電磁現象」。應用這理論，可以製作出來磁性超強勁於天然磁石的電磁鐵。1827年，格奧爾格·歐姆發展出一套精緻的數學理論來分析電路:331-333。
1831年，麥可·法拉第與約瑟·亨利分別獨立地發現了電磁感應──磁場的變化可以生成電場。1865年，詹姆斯·馬克士威將電磁學加以整合，提出馬克士威方程組，並且推導出電磁波方程式。由於他計算出來的電磁波速度與測量到的光速相等，他大膽預測光波就是電磁波。1887年，海因里希·赫兹成功製成並接收到馬克士威所描述的電磁波。麥克斯韋將電學、磁學與光學統合成一種理論:333-335。
1859年，德國物理學家尤利烏斯·普呂克將真空管兩端的電極之間通上高壓電，製成陰極射線。物理學者發現，陰極射線是以直線傳播，但其傳播方向會被磁場偏轉。陰極射線具有可測量的動量與能量。1897年，約瑟夫·湯姆森做實驗證實，陰極射線是由帶負電的粒子組成，稱為電子，因此他發現了電子:335。
十九世紀早期見證了電磁學快速蓬勃，如火如荼的演進。到了後期，應用電磁學的先進知識，電機工程學開始了一段突破性的發展。例如，亞歷山大·貝爾發明了電話、湯瑪斯·愛迪生設計出優良的白熾燈和直流電力系統、尼古拉·特斯拉發展完成感應電動機和發現交流電、卡爾·布勞恩改良成功裝置在顯示器或電視機裏的陰極射線管。由於這些與其他眾多發明家所做出的貢獻，電已經成為現代生活的必需工具，更是第二次工業革命的主要動力:1, 4。

### 二十世紀

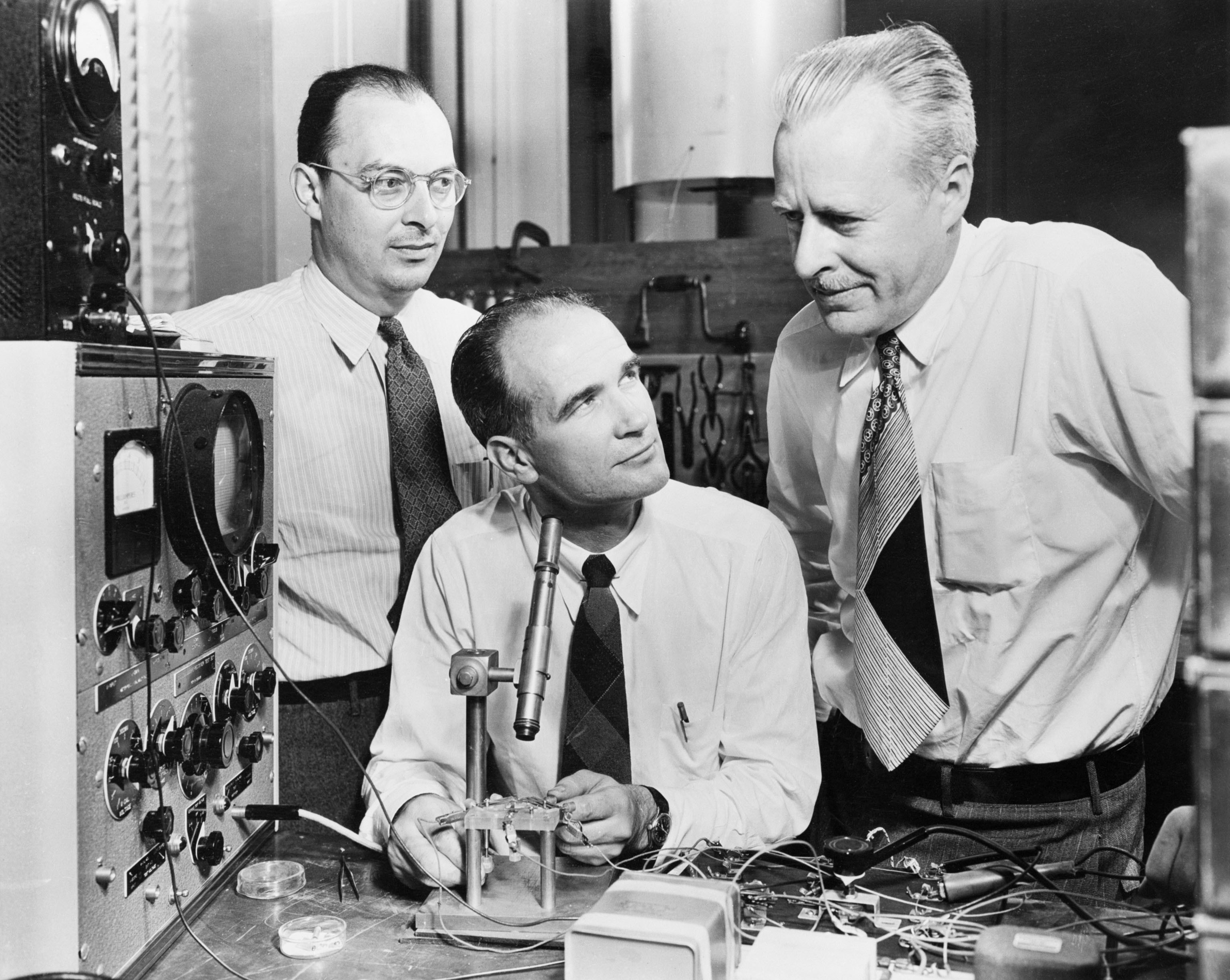
從左至右：巴丁、肖克利和布喇頓。

德國物理學者海因里希·赫茲於1887年發現，照射紫外線於電極可以幫助產生更多電花。這就是光電效應所產生的現象。包括約瑟夫·湯姆森、菲利普·萊納德在內的物理學者們，對於光電效應的做了很多理論研究與實驗研究。1905年，阿爾伯特·愛因斯坦發表論文對於光電效應的眾多實驗數據給出解釋。愛因斯坦主張，光束是由一群離散的量子（現稱為光子）組成，而不是連續性波動。假若光子的頻率大於某極限頻率，則這光子擁有足夠能量來使得金屬表面的電子逃逸，造成光電效應。這個重要發現展開了量子物理的大門。
1901年，古列爾莫·馬可尼從英國發射無線電訊號，越過大西洋，傳送至加拿大。5年後，「無線電之父」李·德富雷斯特研究出真空三極管。這重大發明推動電子時代急速向前推進，使得無線電與長途電話科技不再是遙不可及的夢想。到了1940、1950年代，固態元件開始出現在越來越多個場合，這標記著真空管科技的快速沒落與半導體科技的崛起。1947年，貝爾實驗室的威廉·肖克利、約翰·巴丁和沃爾特·布喇頓工作團隊發明了電晶體。這是二十世紀最重要的發明之一，凡是電子器具大多都須要用到電晶體。傑克·基爾比於1958年和羅伯特·諾伊斯於1959年分別獨立發明積體電路。現今，大量電晶體、二極管、電阻器、電容器等等電子元件都可以被裝配在單獨的積體電路裏。

## 电学

### 基本概念

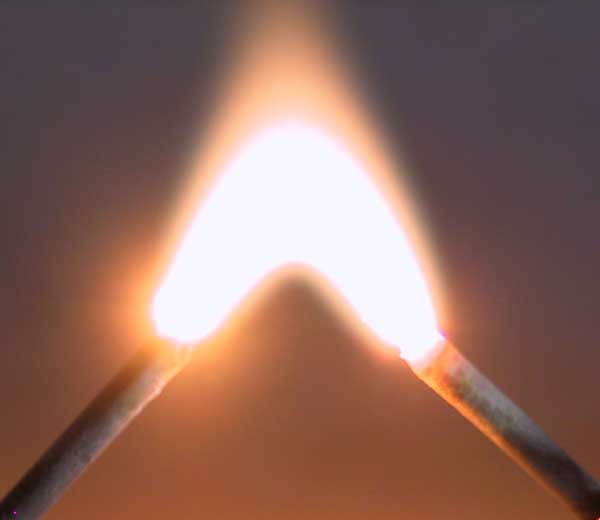
由於電場太強，造成電崩潰，因而產生的電弧顯示出電流從一根釘子流動到另外一根釘子的路徑。

- 電壓是衡量單位電荷在靜電場中由於電位不同所產生的能量差的物理量，也稱做電位差，國際單位是伏特（Volt）。
- 電流是電荷（或帶電粒子，如電子）的移動，即從電路的電勢較高位置（高電壓）流動到電勢較低位置（低電壓）[27]。电流强度通常以安培（Ampere）為度量單位。
- 电路是为电流提供返回路径闭合回路。
- 電阻是一個物體對於電流通過的阻礙能力，電阻的單位為歐姆（Ω，Ohm）。
- 電力是指可以用作动力的电能。

### 電功率
電路的電功率指的是電路每單位時間傳輸的電能。如同機械功，電功率是做功的速率。採用國際單位制，電功率的單位是瓦特（Watt）。假若電路每秒傳輸1焦耳的電能，則電功率為1瓦特。
在直流電路裏，一個元件的電功率為通過此元件的電流乘以元件兩端的電壓。假若電流為1安培，電壓為1伏特，則電功率為1瓦特:694-696。
在交流電路裏，電流與電壓會隨著時間而改變。一個元件的瞬時功率是此元件在某特定時刻吸收的電功率，是通過此元件的瞬時電流乘以元件兩端的瞬時電壓。由於瞬時功率也會隨著時間而改變，很難做實際測量。比較容易測量的是平均功率；這是瞬時功率經過一個交流週期的平均值，等於表觀功率與功率因素的乘積。表觀功率是均方根電流與均方根電壓的乘積。功率因素是電流與電壓之間的相位差的餘弦；假若功率因素為1，則稱這元件的負載為純電阻負載，在所有時間都會吸收電功率；假若功率因素為0，則稱這元件的負載為純無功負載，吸收的電功率經過時間平均後為0:458-460。

### 電路学

一個簡單的電路，位於左邊的電壓源 驅使電流 流動於電路，傳送電能到電阻為 的電阻器。然後，電流回到源點，結束環繞閉合迴路一周。

電路學（circuitry）則是以克希荷夫定律（Kirchhoff's circuit law）為基礎，探討電子元件之「電壓」與「電流」關係。在電路的閉合迴路內，為了滿足電荷守恆定律，從源點傳送出去的所有電荷都必須回到源點。電路裏的有許多種不同的電機元件，包括電阻器、電容器、開關、變壓器和電子元件等等。電子電路的主動元件，大多是半導體，通常會表現出非線性行為，必須用複分析來解析。最簡單的電機元件是線性的被動元件。雖然它們可能會暫時儲存能量，它們並不是能量源。對於任何刺激，它們會表現出線性響應:15-16。
電傳導指的是電流從物質的某位置移動到另一個位置。電傳導的行為隨著帶電粒子和物質的不同而變化。例如，金屬傳導是電子移動於金屬類的導體；電解傳導是離子移動於電解液。雖然帶電粒子本身移動的很慢，有時候平均漂移速度小於1毫米／秒:17，由於作用於粒子的電場的傳播速度接近於光速，電子信號仍舊能夠快速傳播。
在電機工程或家用電器領域裏，電流又分為直流（DC）及交流（AC）。這些術語意指電流怎樣隨著時間變化。直流是一種單向的流動，從電路的電勢較高部分流到電勢較低部分。電池生成的電流是直流。大多數電子元件的運作都需要直流。交流是多次反覆流動方向的電流。電流的主要形式為正弦波。隨著時間流易而改變，交流會在導體內來來回回的振盪，但內中涉及的電荷並沒有任何淨位移的動作。經過時間平均，交流的電流是零。與直流在穩態狀況時不同，交流會被電路内的電容器或電感器等等所影響。:11, 206-207, 223-225。
電阻器是一種簡單的被動電機元件。顧名思義，電阻器阻礙電流的通過，以熱能的形式耗散其能量。歐姆定律是電路學的一個基本定律。這定律闡明，電阻器兩端的電壓與通過的電流成正比，其比例常數稱為電阻。甚至連導體都會有微小的電阻。金屬是導體。金屬線的電阻主要是因自由電子移動於金屬線所遭遇到的碰撞而產生。在適當的溫度值域和電流值域，大多數物質的電阻都會保持相當穩定。在這值域內，物質被稱為具有「歐姆性」。電阻的單位是歐姆（ohm），是因格奧爾格·歐姆而命名，標記為希臘字母 {\displaystyle \Omega } 。對於1安培電流，1歐姆的電阻會造成1伏特的電壓:30-35。
電容器是另一種常見的電機元件。它能夠儲存電荷，同時儲存電能於其電場。最簡單的電容器是由兩片平行金屬板與夾在其間的絕緣質或電介質所組成的。實用而言，為了要增加單位體積的表面面積，工程師會將薄金屬頁滾捲在一起。這樣，可以增加電容。電容的單位是法拉（Farad），是因麥可·法拉第而命名。假若電容器因為儲存了1庫侖的電荷而產生1伏特的電壓，則其電容為1法拉 。當連結電容器於電源時，剛開始會有電流出現，異性電荷會分別累積於兩片金屬板。但是，隨著電荷的累積，這電流會慢慢地減少，最終減為零。因此，電容器不會允許有穩定的電流；相反地，它會禁止電流的穩定流通:216-220。
電感器通常是一捲螺線管導體；它會因響應通過的電流而儲存能量於磁場。隨著電流的變化，螺線管內部的磁場也會變化，因電磁感應，會產生電壓於電感器的兩端。感應電壓與電流的時間變率成正比。其比例常數稱為電感。因約瑟·亨利而命名，電感的單位是亨利（Henry）。假若電感器因為其通過的電流以1A/s變化，而產生1伏特電壓，則其電感是1亨利。在某些方面，電感器與電容器的物理性質恰恰相反：電感器允許穩定的電流，抗拒隨時間流易而快速變化的電流:226-229。

### 静电学

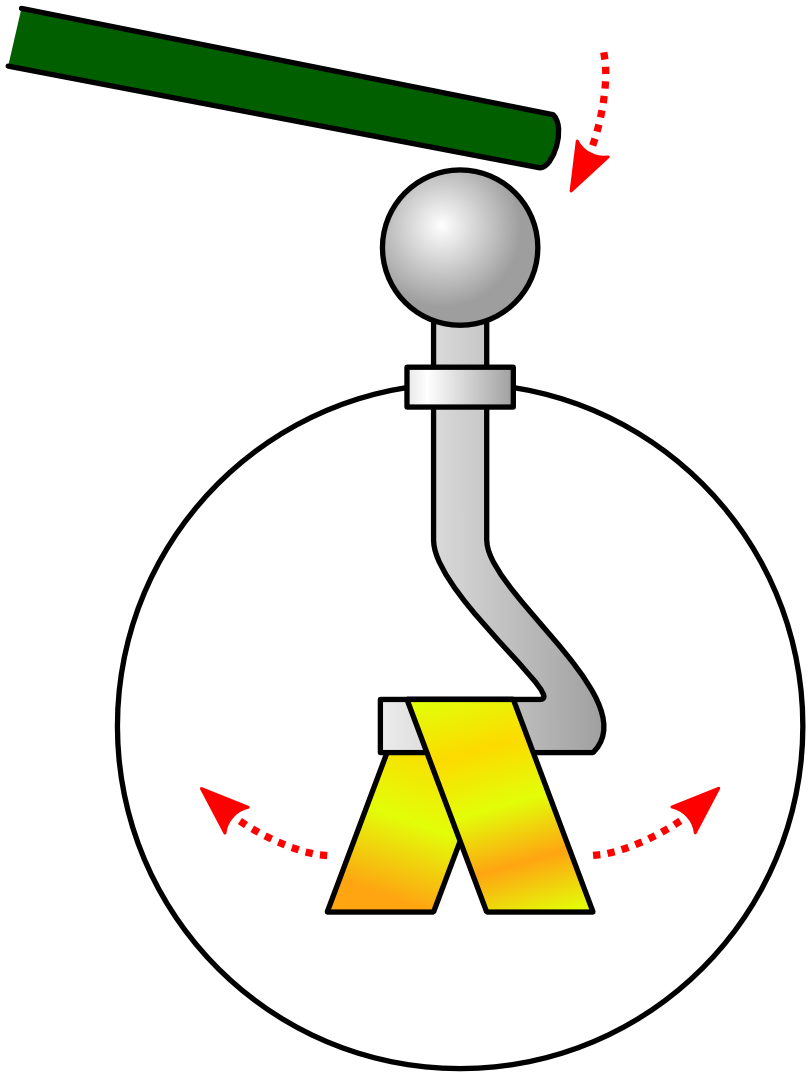
在一個金箔驗電器裏的電荷，使兩片金箔葉子明顯地互相排斥。

靜電學研究「靜止電荷」的特性及規律。電荷是某些亞原子粒子（帶電粒子）的內秉性質，分為正電荷與負電荷兩種。電荷量是電荷的數量，單位是庫侖。正電荷的電荷量大於零，負電荷的電荷量小於零。根據常規，電子帶有負電荷，電荷量大約為 −1.6022×10−19庫侖；質子帶有正電荷，電荷量為 +1.6022×10−19庫侖。對應於每一個帶電粒子，其反粒子擁有同數量的異電性電荷。電荷守恆定律表明，電荷量是個守恆量；在一個孤立系統內，不論發生什麼變化，總電荷量都會保持不變。:2-5。
宏觀而言，帶有電荷的物體稱為「帶電物體」。假若兩個物體都帶有正電荷或都帶有負電荷，則稱這兩個物體「同電性」，否则稱为「異電性」。同電性相斥，異電性相吸。做一個簡單實驗，先將毛布摩擦玻璃棒，使玻璃棒充電（帶有電荷），然後再將玻璃棒分別接觸兩個用線繩懸掛在半空中的輕球 A、B ，這時可以觀察到，這兩個輕球 A與B 會相互排斥，因為它們都帶有同電性電荷。又將另一塊毛布摩擦琥珀棒，使琥珀棒充電，然後再將琥珀棒分別接觸另外兩個用線繩懸掛在半空中的輕球 C、D ，這時可以觀察到，輕球 C與D 也會相互排斥，因為它們也都帶有同電性電荷。但是，輕球 A與C 會相互吸引，因為它們分別帶有異電性電荷。假若一個帶有電荷的物體吸收到同樣數量的異電性電荷，則此物體會變為電中性，不會被任何帶有電荷的物體吸引或排斥。:457。
這些輕球所感受到的排斥力或吸引力是靜電力。靜電力出自於電荷：兩個帶電物體會相互施加靜電力於對方。靜電力只會作用於帶電物體。庫侖定律對於靜電力作定量描述：靜電力分別與兩個帶電物體的電荷量成正比，與兩個帶電物體之間的距離成平方反比。:35電荷可以用很多種方法來測量。早期，科學家用金箔驗電器來測量電荷。現在，在課堂上示範，常會使用這方法。但是，大多數實際工作狀況會使用靜電計（electrometer）來測量電荷:2-5。

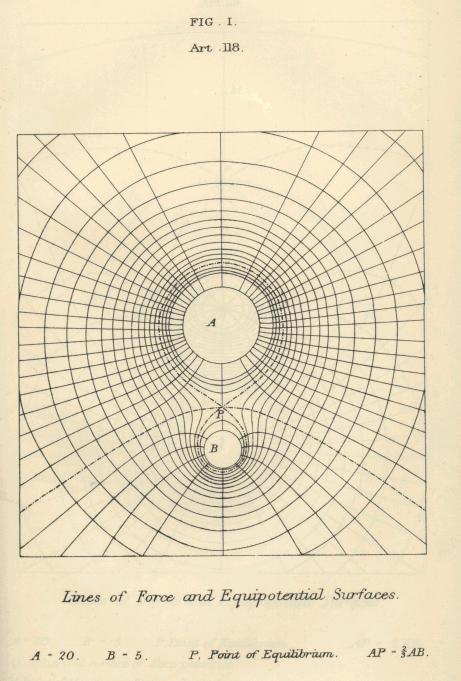
兩個同性電荷的電場線和等勢線。

在平面導體上方的正電荷所散發出來的電場線。

電荷會在周圍空間生成電場。電場被定义为單位電荷感受到的電場力:469-470，是電勢的負梯度:60。電場可以用一組虛擬的曲線來想像，在任意位置，曲線的方向跟電場的方向相同。這組曲線被稱為電場線:479。電場與離開源電荷的距離成平方反比，與源電荷成正比:60。在一個帶電體的四周，可以繪出一組曲線，其中每一條曲線都是由電勢相等的點所構成的，稱為等勢線。等勢線與電場線以直角相交。等勢線平行於導體的表面。因為電場作用，正電荷會從電勢高的位置移動到電勢低的位置。
一個空心導體所帶有的電荷全都分佈於外表面。在導體的內部，電場等於零。這是法拉第籠的運作原理。導體殼會將內部孤立起來，不使受到外部的電場影響。假設在導體殼所包圍的空腔內部，嵌入了一些電荷，則導體殼內表面會被感應出電荷；導體殼部分的電場仍舊是零:612-614。任何介質都有一個能夠承受的最大極限電場。超過這極限，就會發生電擊穿，產生電弧。在大自然裏，最常見到的電擊穿是閃電。導體對於其附近的電場影響極大。特別是，在尖銳導體的附近，電場會變得非常強烈。避雷針的運作原理就是應用這簡單機制:155。
電勢的正式定義為，單位電荷從無窮遠，經過任意路徑，緩慢地移動到該位置，所做的機械功。電勢又稱為電位，是一個標量，其數值只具有相對意義，不具絕對意義，因此，電勢的數值取決於電勢為零的位置。在電勢的正式定義裏，電勢為零的位置是無窮遠。電勢的度量單位是伏特（volt）。假設，將1庫侖的電荷（單位電荷）從無窮遠緩慢地移動到某位置，需要用到1焦耳的機械功，則這位置的電勢為1伏特。這樣定義電勢，雖然很正式，實際而言比較不容易使用。電壓是比較容易使用的概念；電壓定義為單位電荷從某初始位置緩慢地移動到某終止位置所需的能量。電場有一個特性，就是保守性：電荷從初始位置移動到終止位置，所需的能量與移動的路徑無關。因此，電壓是個唯一值:494-498。
為了實用目的，科學家時常會為電勢設定一個共同參考點。這樣，可以方便地計算和比較其它位置的電勢。對於物理理論研究，這參考點可以設定為無窮遠。對於電機工程學，比較有用的參考點是地球，即假定在地球表面的每一個地方，電勢都相同。這地球參考點稱為接地。地球被假定為正電荷或負電荷的無窮源，因此，地球呈電中性，不能夠被充電。

### 電磁學

圓偏振的電磁波輻射中，電場向量隨時間的變化示意動畫

電與磁密切相關。電流會在其周圍生成磁場，这一现象可以用靜磁學基本定律安培定律来表述。这是由安培於1826年提出的:225，后来成为脑磁图描记术的原理，使用超敏銳的超導量子干涉儀陣列來測量腦部的電流脈波所生成的磁場:768-769。处在变化磁通量中的导体，会产生电动势，這現象稱為電磁感應。法拉第定律（1831年）描述了感应电动势的大小，而冷次定律（1834年）则指出了電動勢或感應電流的方向:793-795。电磁感应是發電機、變壓器、電磁爐（感應加熱）等电器的工作原理。
古典電磁學以麦克斯韦方程组和洛伦兹力为基础，主要研究电荷和电流的电磁场及其彼此的电磁相互作用。电磁力（洛伦兹力）是大自然四種基本力之一，光子则是傳遞電磁力的媒介:13。随时间变化的电磁场会以波的形式离开源点向外传播，形成電磁波:283，其物理性質可以用電磁波方程式作詳細描述:696-700。在自由空間裏，電磁波是一種以光速傳播的橫波，電磁波的電場與磁場彼此相互垂直，並且垂直於傳播方向:890-892。
在量子力學裏，電磁波的載體是光子，電磁波束是由很多光子組成。量子電動力學描述了光與物質間的相互作用。電磁波的波譜指電磁波的特徵頻率分布，頻率越高，光子能量越大，但普遍认为不会超过普朗克能量:49-50。

### 電化學
電化學主要是研究在溶液與電極之間的電子轉移:ix。倚賴電子轉移的機制，化學反應可以用來產生電，相反地，電也可以用來驅動化學反應。這兩種功能具有廣泛用途:486-487。
電化學在電的研發中扮演重要腳色。從最初發明的伏打電堆，電化電池已經演變成為許多不同類型的電池，電鍍和電解池，鋁是以這種方式大批量生產，許多便攜式設備都會使用可充電電池供電:486-487。

## 电能

### 用途
电能被广泛应用在动力、照明、冶金、化学、纺织、通信、广播等各个领域，是科学技术发展、国民经济飞跃的主要动力。
- 强电一般指交流电电压在24V以上。其主要用途有：
  - 电能转化为光能：照明灯具[55]、电视机
  - 电能转化为热能（电热）：利用焦耳加熱（Joule heating）效應的电热水器、取暖器[56]。
  - 电能转化为动能：電動機應用電磁原理，將電能轉化成機械能的形式，來驅動各種各樣的機械。一個固定不動的電動機，像絞車（winch），可以很容易地獲得能源。但是，移動的電動機，像電動車，必須隨身帶著像電池一類的能源裝備，或者用取得電能的滑動接觸，像集電弓。這要求限制了其行動範圍和工作性能。空调的冷凍循環是使用電動馬達推動一個壓縮機[57]。電力也被用來推動公共交通，包括純電動公交車和火車[58]。
  - 电能转化为声波：音响设备
- 弱电一般指直流电压在24V以内。多使用于音频线路、视频线路、网络线路、电话线路中。
  - 通信工程：電訊科技主要是依靠電來傳達資訊。十九世紀中期，自從威廉·庫克（William Cooke） 和查爾斯·惠斯通（ ） 展示出第一座具有商業潛力的電報機，隨著橫貫美國大陸電報系統（First Transcontinental Telegraph）的建立，以及橫貫大西洋電報系統（Transatlantic Telegraph Cable）的建立，從地球的這一端到地球的那一端，使用電報機制，只需要很短幾分鐘時間，人們就可以即時地獲得訊息。現今，光導纖維和通訊衛星這兩個先進科技，佔有了通訊科技市場的一大部分。它們所使用的傳輸科技仍舊是建立於電磁波原理。
  - 电子计算机：電晶體是二十世紀最重要的發明之一[25]。電晶體是所有現代電子電路的基本元件，最先進的積體電路在小小幾平方公分的面積可以內嵌幾十億個微小的電晶體[59]。

### 發電

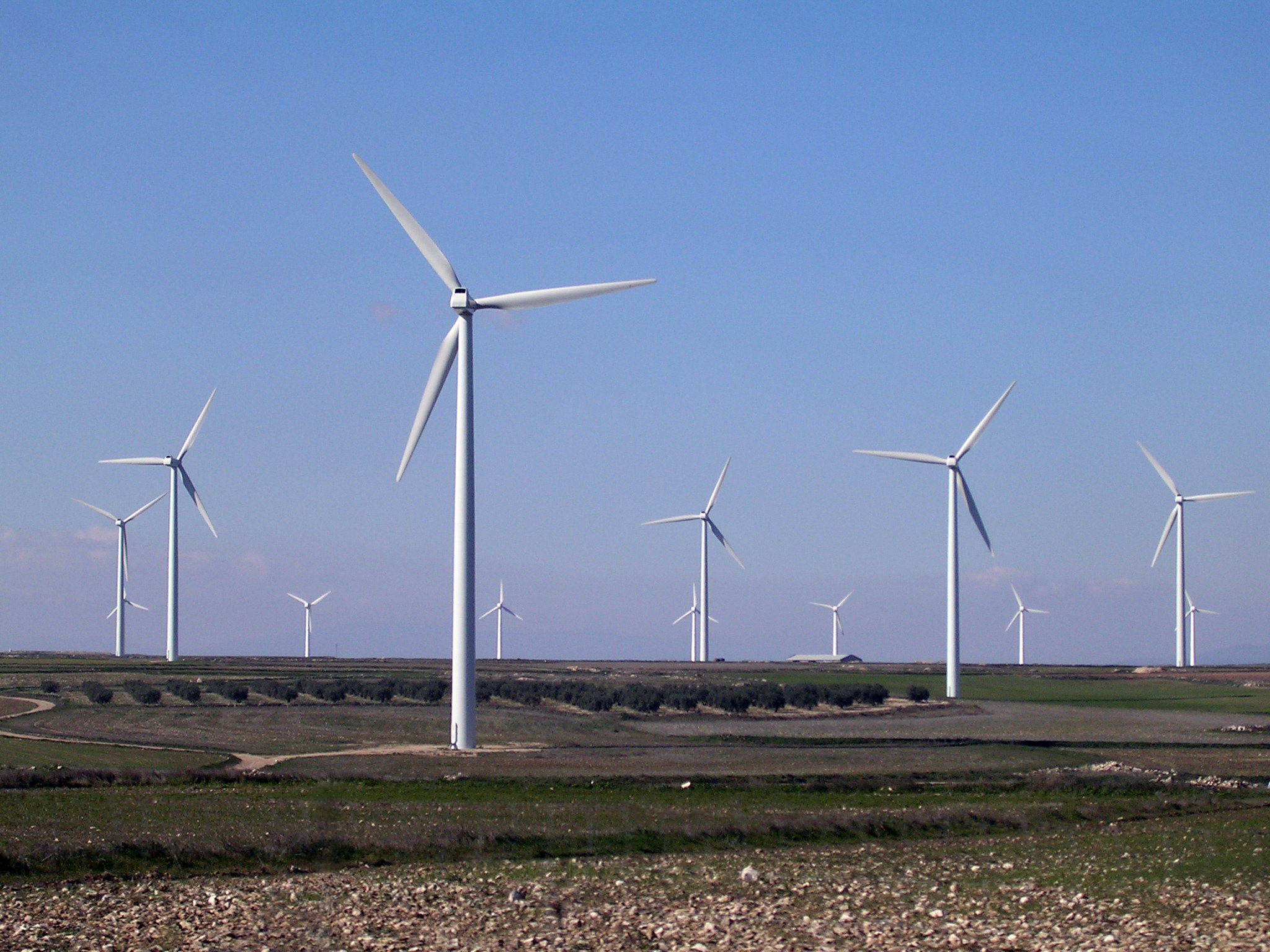
風力發電是一種很重要的綠色科技。

泰勒斯的琥珀摩擦實驗是科學史上第一個與發電有關的實驗。雖然這實驗的結果，稱為摩擦起電效應，能夠吸引輕微的物體或發出火花，但發電效率很低，不具實用功能。一直要等到十八世紀，伏打電堆被發明之後，人們才得到了一種比較可行的電源。伏打電堆和它的現代後裔——
電能通常是由採用機械-電磁轉換模式的發電機製成。靠著燃燒化石燃料或分裂核燃料過程，可以產生熱能，然後用蒸汽渦輪發動機將熱能轉換為動能，驅動這種發電機進行發電；類似地，其它種能源，例如風力或水力，也可以用來發電。這種發電機的外形絲毫不像法拉第早前發明的同極發電機（homopolar generator）。但是，它所根據的運作原理仍舊是法拉第定律。十九世紀後期的變壓器的發明，以高電壓，低電流的方式增加電力傳輸效率；這意味著發電功能可以集中於位置較遠的中央發電場。大型的發電廠更能受益於規模經濟，所生產的電力也可以傳輸至相當遠的地方使用。
由於電力無法大量的儲存，大多數時候，電力公司（electric utility）必須即時生產所有需求。電力公司必須仔細估算電力需求，依照估算的結果計畫電力的生產。為了給予電力網路足夠的彈性來應付偶發狀況，像極端惡劣天氣、機器故障、燃料短缺等等，電力公司還必須預留一部分發電能力。
隨著國家的進步，經濟的發展，電力需求急速地增加。例如，在二十世紀的前三十年，美國的電力需求，每年平均至少會增長 7%:18。
美國的2011年用電量比1950年多過13倍。新興經濟，像印度或中國的經濟，也正在經歷這樣快速的增長率歷史數據顯示，電力需求的成長率超過其它種能量:16。
由於人類的生存環境不斷惡化，地球的有限資源急速消耗，許多電力公司都開始選取可再生能源發電的策略，特別是選擇風力發電、水力發電、太陽能發電。雖然有關各種不同發電方法對於環境利弊的辯論仍舊繼續在進行中，尚未能成定論，一般而言，假若將電力純粹當做一種能源看待，那麼，這是一種相當乾淨的綠色能源:89

### 輸电

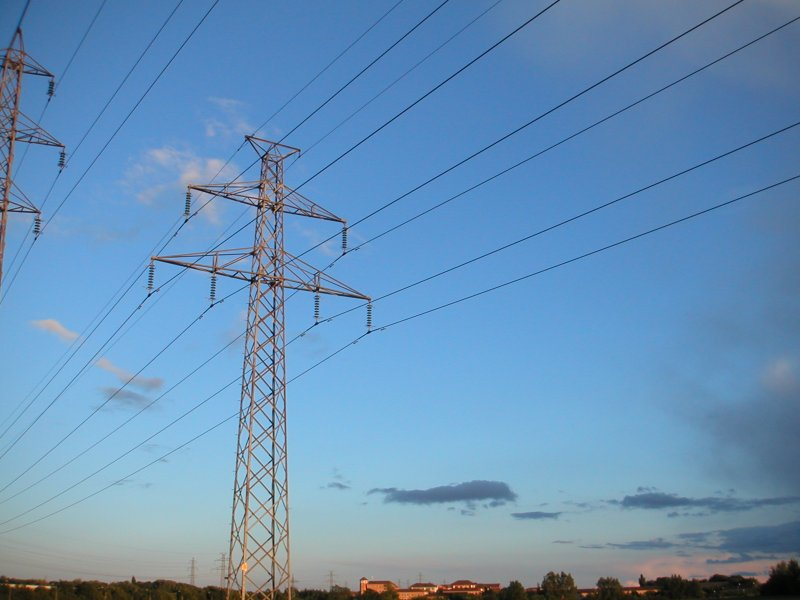
瑞典的高壓電纜塔

1882年，第一次高压输电出现，当时采用的电压为直流1500V -2000V，输送的功率约1.5kW，是世界上第一个电力系统。现在常见的交流输电方式为：将发电机生产出来的电能（电压为10kv左右），经升压变压器变成220kv或500kv后，通过超高压输电线输送到城市的供电网上，再经多级降压变压器最终变为220v，供我们使用。需要进行远距离输电时，人们也会采用新型的高压直流输电方式进行，就是在原有的交流输电网中增加了整流器（把交流电变为直流电）和逆变器（把直流电变为交流电）。采用超高压（500kv等）输电的目的是要减少线损，即电能在传输线上以热能等形式损失掉的能量。据估计，中国输配电系统的网络损耗高达8.5%。更先进的特高压电网是指1000千伏的交流或者±800千伏的直流电网，可以长距离、大容量、低损耗输送电力。

### 储电
電池能夠儲存化學能，並且在需要之時能立刻變換成電能。電池的用途廣泛，能夠很理想地搭配很多種用途，是日常生活不可或缺的電源。但是，電池所儲存的能量有限，每當儲存的電能用完，就必須重新充電或丟棄。為了確保長期大量用電客戶不至缺電，必須選取持續地發電與傳輸至用戶的策略。

## 电现象

### 生理效應
施加電壓於人體，會造成電流的流過人體內部組織。在人體內，電壓與電流呈非線性關係，電壓越大，電流也越大。隨著供給頻率的改變，電流路徑的不同，感覺閾值也不一樣。對於電路主幹的頻率，感覺閾值大約是0.1mA到1mA。但是在某種狀況下，甚至電流小到1µA都可以被感覺得到，能使肌肉發生纖維性抽搐（electrovibration）。假若電流太大，則會造成肌肉收縮、心臟纖維性顫動（fibrillation）或灼傷。
由於導體是否通電，很難從外表判斷出來，一不小心，就很容易觸電，所以，電源是一種危險源。電擊可能會造成極劇烈疼痛，時常會被黑心人士用來刑求，稱為電刑。在刑法裏，電刑也是一種處死的方法。

### 大自然的電現象

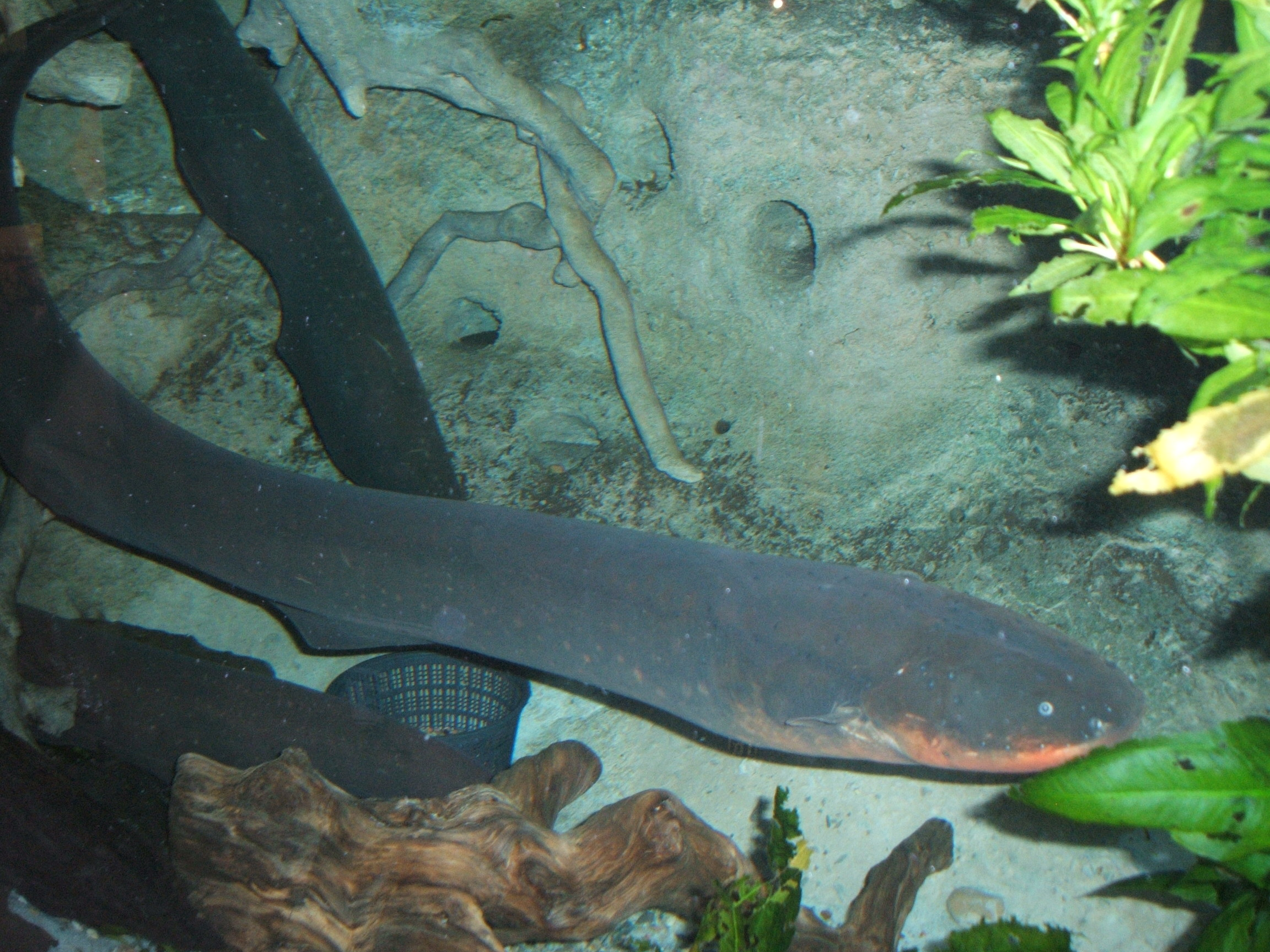
一隻電鰻正在尋找獵物。

電並不是純粹人為的發明，可以從大自然觀察到的電現象很多。最為人知的現象是閃電。很多熟悉的宏觀作用，像接觸、摩擦、化學鍵等等，都是由原子尺寸的電場作用產生的。地球核心的循環電流造成了的地磁場。某些晶體，像石英，或者甚至砂糖，當感受外部壓強時，會在其表面之間產生電壓，這現象稱為壓電效應。逆反過來，當施加電場於一個壓電物質時，物質的尺寸會出現稍小改變。
有些生物，像鯊魚，能夠探測和響應電場的改變。這種能力稱為電覺（electroreception） 。另外有些生物，能夠自身製造高壓電，用來攻擊對方或防衛自己。裸背魚目裏的生物，最著名的例子是電鰻，用改變了的肌肉細胞，稱為發電細胞（electrocyte），所製造的高壓電，來探測或電昏其獵物。所有動物沿著牠們的細胞膜以電壓搏動，稱為動作電位，來傳達信息。動作電位的功能包括神經系統的神經元與肌肉之間的信息傳遞。電擊會刺激這系統，使肌肉收縮。動作電位也負責協調某些植物的功能。

## 外部連結
- 麻省理工學院物理系視聽教學：初級電磁學。
- 佛羅里達州立大學 Magnet Lab 網頁：電磁學入門